# La Brillaz
La Brillaz ist eine politische Gemeinde im District de la Sarine (deutsch: Saanebezirk) des Kantons Freiburg in der Schweiz. Die Gemeinde La Brillaz entstand am 1. Januar 2001 durch die Fusion der früher selbständigen Gemeinden Lentigny, Lovens und Onnens. Sitz der Gemeindeverwaltung ist Lentigny.

## Geographie
La Brillaz liegt rund 12 km westsüdwestlich der Kantonshauptstadt Freiburg (Luftlinie). Die Gemeinde erstreckt sich auf dem Molasseplateau zwischen der Broyeebene im Nordwesten und dem Glânetal im Süden, im Freiburger Mittelland.
Die Fläche des 10,3 km² grossen Gemeindegebiets umfasst einen Abschnitt der Molassehöhen des Freiburger Mittellandes. Der zentrale Gemeindeteil wird vom breiten Höhenrücken La Brillaz eingenommen, der mit 772 m ü. M. den höchsten Punkt der Gemeinde bildet und auf dem der Ortsteil Lovens liegt. Am Nordhang dieses Rückens befindet sich der Wald La Buchille. Südlich an den Höhenzug schliesst sich ein leicht gewelltes, teils mooriges Hochplateau auf einer durchschnittlichen Höhe von 725 m ü. M. an, das weitgehend offenes Wies- und Weideland, aber auch die Wälder Les Boennes und Les Possessions umfasst. Gegen Osten wird dieses Plateau vom Bach Bagne (Oberlauf: Ruisseau d'Onnens) zur Glâne hin entwässert. Nach Südwesten erstreckt sich der Gemeindeboden über den Sattel von Lentigny bis in die Wälder von Combertin und Bois des Gottes (760 m ü. M.). Dieses Gebiet wird nach Norden zur Arbogne entwässert. Von der Gemeindefläche entfielen 1997 7 % auf Siedlungen, 19 % auf Wald und Gehölze, 73 % auf Landwirtschaft, und etwas weniger als 1 % war unproduktives Land.
La Brillaz besteht aus den Dörfern Lentigny (720 m ü. M.), Lovens (768 m ü. M.) und Onnens (719 m ü. M.) sowie einigen Einzelhöfen. Nachbargemeinden von La Brillaz sind im Norden beginnend im Uhrzeigersinn Prez, Avry, Neyruz, Cottens, Autigny, Chénens, Villaz und Torny.

## Bevölkerung
Mit 2201 Einwohnern (Stand 31. Dezember 2023) gehört La Brillaz zu den mittelgrossen Gemeinden des Kantons Freiburg. Von den Bewohnern sind 93,3 % französischsprachig, 4,2 % deutschsprachig, und 0,5 % sprechen Albanisch (Stand 2000). Die Bevölkerungszahl der Ortschaften von La Brillaz belief sich 1900 auf 823 Einwohner. Nach einem Höchststand 1940 mit 907 Einwohnern wurde bis 1970 eine Bevölkerungsabnahme von 17 % auf 755 Personen beobachtet. Seither wurde wieder ein rasches Bevölkerungswachstum verzeichnet.
Die Bevölkerung von La Brillaz entwickelte sich wie folgt (bis/mit 2000 Totale von Lentigny, Lovens und Onnens):
Einwohnerzahlen: Volkszählungsdaten

## Wirtschaft
La Brillaz war bis in die zweite Hälfte des 20. Jahrhunderts ein vorwiegend durch die Landwirtschaft geprägtes Dorf. Noch heute haben der Ackerbau, der Obstbau, die Milchwirtschaft und die Viehzucht einen wichtigen Stellenwert in der Erwerbsstruktur der Bevölkerung. Weitere Arbeitsplätze sind im lokalen Kleingewerbe und im Dienstleistungssektor vorhanden, unter anderem in einem Betrieb des Baugewerbes, in einer Steinplattenfirma, in der Fischzucht und in einer Schreinerei. In den letzten Jahrzehnten hat sich das Dorf dank seiner attraktiven Lage auch zu einer Wohngemeinde entwickelt. Viele Erwerbstätige sind deshalb Wegpendler, die hauptsächlich in der Region Freiburg arbeiten.

## Verkehr
Die Gemeinde liegt abseits der grösseren Durchgangsstrassen an einer Verbindungsstrasse von Chénens nach Avry. Durch eine Buslinie der Transports publics Fribourgeois, die von Rosé nach Chénens führt, sind alle drei Dörfer von La Brillaz an das Netz des öffentlichen Verkehrs angebunden.

## Geschichte
Das Gemeindegebiet von La Brillaz war schon sehr früh besiedelt. Bei Lentigny befand sich während der Römerzeit eine Siedlung. Bei Ausgrabungen wurden ein Mosaikfussboden und zahlreiche Fragmente von Keramik und Eisenwaren gefunden.
Die Dörfer von La Brillaz gehörten im Mittelalter zur Herrschaft Montagny. Durch Kauf kamen sie 1442 unter die Herrschaft von Freiburg und wurden der Alten Landschaft (Neustadtpanner) zugeordnet. Nach dem Zusammenbruch des Ancien Régime (1798) gehörten die Dörfer von La Brillaz während der Helvetik und der darauf folgenden Zeit zum Bezirk Freiburg, bevor sie 1848 mit der neuen Kantonsverfassung in den Saanebezirk eingegliedert wurden.
Im Rahmen der vom Kanton Freiburg seit 2000 geförderten Gemeindefusionen entschieden sich die Bewohner von Lentigny, Lovens und Onnens für ein Zusammengehen ihrer Gemeinden. Mit Wirkung auf den 1. Januar 2001 wurde deshalb die neue Gemeinde La Brillaz gebildet.

## Persönlichkeiten
- Jean-Joseph Page (1791–1863), Jurist und Politiker; stammte aus Onnens